# Nellie Kim
Pour les articles homonymes, voir Kim.
Nelli Kim ou Nellie Vladimirovna Kim (en russe : Нелли Владимировна Ким), née le 29 juillet 1957 à Shurab, est une ancienne gymnaste soviétique, puis biélorusse-tadjike.

## Biographie
Nelli Kim est née à Shurab, au Tadjikistan, en 1957. Tout de suite après sa naissance, ses parents déménagent à Chimkent, au Kazakhstan. Son père est un Coréen de Sakhaline et sa mère est une Tatar. Elle a commencé la gymnastique à l'âge de sept ans. Son premier grand succès est d'avoir remporté une médaille de bronze à la poutre aux championnats du monde 1974. Un an plus tard, aux championnats d'Europe, elle a remporté quatre médailles, dont une médaille d'argent dans le concours général et une médaille d'or au sol.
Lors des Jeux olympiques de 1976 à Montréal, Nelli Kim est la seule gymnaste avec Nadia Comăneci à atteindre la note parfaite de 10, qu'elle obtient deux fois. Elle gagne une médaille d'argent dans le concours général et trois médailles d'or (au sol, au saut de cheval et par équipe).
À la fin de sa carrière, elle avait remporté onze médailles en championnats du monde, neuf médailles européennes et six médailles olympiques, dont cinq d'or.
Après sa carrière sportive, Nelli Kim s'est installée à Minsk et est devenue l’entraîneur de l'équipe de gymnastique de Biélorussie en 1995.

## Palmarès

### Jeux olympiques
- Moscou 1980
  -  médaille d'or par équipes
  -  médaille d'or au sol

- Montréal 1976
  -  médaille d'or par équipes
  -  médaille d'or au sol
  -  médaille d'or au saut de cheval
  -  médaille d'argent du concours général

### Championnats du monde
- Fort Worth 1979
  -  médaille d'argent du concours général
  -  médaille d'or par équipes
  -  médaille d'argent de la poutre
  -  médaille d'argent au sol
  -  médaille de bronze au saut de cheval

- Strasbourg 1978
  -  médaille d'argent du concours général
  -  médaille d'or par équipes
  -  médaille d'or au sol
  -  médaille d'or au saut de cheval

- Varna 1974
  -  médaille d'or par équipes
  -  médaille de bronze de la poutre

### Championnats d'Europe
- Skien 1975
  -  médaille d'argent au concours général individuel
  -  médaille de bronze au saut
  -  médaille de bronze aux barres asymétriques
  -  médaille d'argent à la poutre
  -  médaille d'or au sol

- Prague 1977
  -  médaille de bronze au concours général individuel
  -  médaille d'or au saut
  -  médaille d'argent à la poutre
  -  médaille de bronze au sol